# 1936 في المغرب
تحتوي هذه المقالة على أهم الأحداث التي شهدتها المغرب في 1936، إضافة إلى أهم الشخصيات المغربية المولودة والمتوفية في هذه السنة.

## الحكم
- السلطان: محمد الخامس
- الحكم للإدارة الفرنسية في المغرب الحماية الفرنسية على المغرب 1912 - 1956.

- منطقة شمال المغرب وقتها كانت تحت حكم إسبانيا.
- المغرب الحالي وقتها كان سلطنة وليس مملكةـ كان يحكمها سلطان وليس ملك. وكان البلد يُسمى بلاد مراكش وليس المغرب.

## الأحـداث
- عقد المؤتمر الوطني الأول لكتلة العمل الوطني سنة 1936 بشكل علني وتم انتخاب علال الفاسي زعيما للحزب.[1]
- قام عبد الخالق الطريس بتقديم لائحة مطالب لسلطات الحماية الإسبانية في 12 دجنبر1936، وانقسم الوطنيون بتأسيس المكي الناصري (الوحدة المغربية) وعبد الخالق الطريس (الإصلاح الوطني)، وقد شهدت المنطقة منذ 1937تضييقا على الوطنيين.
- في شمال المغرب وظهور حزب الإصلاح الوطني في أواخر سنة 1936.

## مواليد
- ثريا الشاوي، هي أول رُبَّانة طائرة مغربية.
- عبد الرؤوف، ممثل كوميدي مغربي.
- مهدي بن بوشتة، سياسي ووزير مغربي.

## الـمراجع
1. ↑  محمد ظريف. الأحزاب السياسية المغربية 1934_ 1975. المجلة المغربية لعلم الاجتماع لسياسي.

## وصلات خارجية
- (فيديو): ابيض وأسود من تاريخ المغرب تصوير عام 1936.